# 常麟
常麟（1455年—？），字汝仁，浙江嘉興府嘉興縣人，民籍，明朝政治人物。

## 生平
浙江鄉試第五十三名舉人。成化十七年（1481年）中式辛丑科會試第二百十三名，二甲第三十五名進士。歷官兵部郎中，弘治十二年（1499年）正月升河南右參政，十七年四月升福建右布政使，正德元年（1506年）正月进左布政使，四年二月升應天府府尹，八月升南京禮部右侍郎，因前在福建贿赂太监陶锦，之后陶锦因为劉瑾之黨被抓，六年三月常麟被降调山西參政，十一月考察令致仕。

## 家族
曾祖常仲信；祖父常士昌，知府；父常縉，前母程氏；母馬氏。具庆下。兄常凤、弟常龙。